# Barbara Longhi

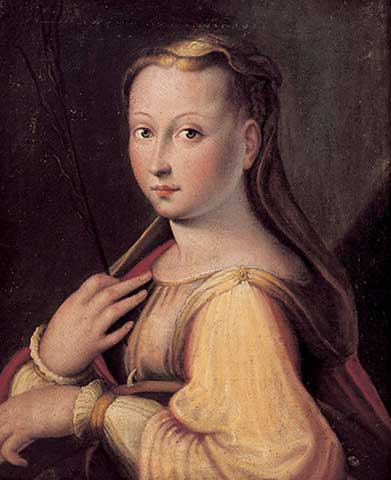
Verondersteld zelfportret als Catharina van Alexandrië

Barbara Longhi (/bɑːrˈbɑːrə ˈlɒŋɡi/; Ravenna, 21 september 1552 – 23 december 1638) was een Italiaans schilder. Haar werk bestaat vooral uit Madonna's.

## Leven en werk
Barbara Longhi werd geboren in Ravenna, waar zij woonde en werkte. Haar vader, Luca Longhi (1507–1580) was een bekend maniëristisch schilder. Haar oudere broer Francesco (1544–1618) was ook schilder. Broer en zus assisteerden hun vader in diens werkplaats, en Barbara hielp met grote altaarstukken. Zij was ook vaak model.

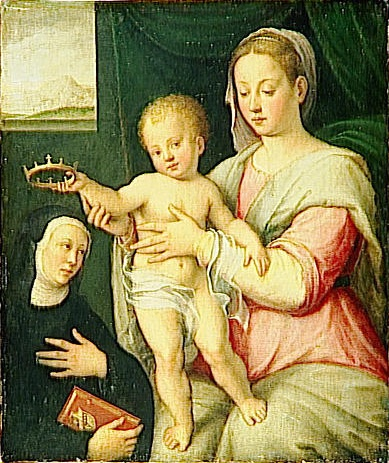
Maria en kind met heilige, ca. 1590–95

Giorgio Vasari vermeldde haar met haar vader in zijn Vite onder het hoofdstuk over Francesco Primaticcio. Ze was toen pas zestien jaar oud. Heel weinig is bekend van haar latere leven en of zij ooit trouwde.
Longhi was in haar tijd bekend om haar portretten, maar alleen de Camaldolese Monnik wordt tegenwoordig nog aan haar toegeschreven. Dit is ook haar enige stuk dat is gedocumenteerd met de naam van de geportretteerde man en een datum (1570 of 1573).